# Amaurobius antipovae
Amaurobius antipovae – gatunek pająka z rodziny sidliszowatych.
Gatunek ten został opisany w 2004 roku przez Juriego Marusika i Mikołę Kowbluka.
Długość ciała u samicy wynosi od 5,3 do 5,8 mm, z czego od 2,6 do 2,8 mm przypada na karapaks, u samca długość wynosi od 5,6 do 6,8 mm, z czego na karapaks przypada od 2,8 do 3,1 mm. Ciało żółtawobrązowe z ciemnymi znakami na żółtym karapaksie, brązowymi szczękoczułkami, ciemnoszarymi kropkami na spodzie opistosomy oraz ciemnymi pasami i białą przepaską na jego wierzchu. Trzy szare pierścienie zdobią udo, goleń i nadstopie odnóży krocznych. Samiec ma na goleniach nogogłaszczków 5 wyraźnych apofiz: dwie brzuszne, dwie boczne i lancetowatą grzbietową. Apofiza środkowa prosta, u nasady z trójkątnym wyrostkiem. Stosunkowo długie tegulum ma rozwidloną apofizę z kolczastym wyrostkiem. Część szczytowa embolusa cienka, nasadowa gruba i tam osadzony jest konduktor. Samica ma epigynum o pośrodku przewężonej i nieoddzielonej od reszty płytce środkowej.
Gatunek znany wyłącznie z Suchumi w gruzińskiej Abchazji.